# Drag Me Down
"Drag Me Down" là bài hát của nhóm nhạc người Anh-Ireland One Direction trong album phòng thu thứ năm của họ. Ca khúc phát hành trên toàn cầu vào ngày 31 tháng 7 năm 2015. Được sáng tác bởi Jamie Scott, John Ryan và Julian Bunetta, ca khúc cũng được đồng sản xuất bởi Ryan và Bunetta. Ca khúc là đĩa đơn đầu tiên của nhóm kể từ sau khi Zayn Malik rời đi vào tháng 3 năm 2015. "Drag Me Down" ra mắt ở vị trí quán quân tại Vương quốc Anh, Ireland, Pháp, Áo, Úc, New Zealand, và Philippines. Ca khúc trở thành đĩa đơn quán quân đầu tiên của nhóm tại Pháp và Úc, cũng như đĩa đơn quán quân thứ tư tại New Zealand và vươnq quốc Anh. Ca khúc cũng ra mắt ở vị trí thứ 3 trên bảng xếp hạng US Billboard Hot 100.

## Bối cảnh và phát hành
"Drag Me Down" đánh dấu đĩa đơn đầu tiên của One Direction kể từ sau sự ra đì của Zayn Malik vào tháng 3 năm 2015. Thông báo đầu tiên về đĩa đơn được Liam Payne thông báo trên trang Twitter của anh, sau đó là các thành viên còn lại vào ngày 31 tháng 7 năm 2015.

## Sáng tác
"Drag Me Down" là một bản pop rock có nhịp ở mức trung bình. Theo biên tập viên Mikael Wood của Los Angeles Times, quá trình sản xuất có chứa những tiếng ghi-ta gợi nhớ đến The Police hoặc bài hát "Rude" của Magic!. Trong một tuyên bố, công ty của One Direction cho biết bài hát "thể hiện âm thanh của một One Direction trưởng thành hơn".

## Đánh giá chuyên môn
Jason Lipshutz của Billboard cho bài hát 3,5 sao trên thang 5 sao và bình luận rằng "Với những người lo lắng rằng một sự kết hợp bốn thành viên của nhóm có thể không đủ để hoàn thành công việc, "Drag Me Down" dẹp tan toàn bộ những nỗi lo sợ đó bằng cách giữ chất lượng tổng thể ở mức độ cao". Lewis Corner của Digital Spy đánh giá bài hát đạt 3 trên 5 sao, khẳng định rằng "Drag Me Down" là "một trong những phát hành mà pop chiếm trọng tâm nhất của nhóm từ trước đến nay". Lucas Villa của AXS ca ngợi One Direction đã "biến sự ra đi của Zayn thành một bài hát đầy tính điện tử rất đáng ca ngợi, tái khẳng định với những người hâm mộ rằng ban nhạc là một bộ tứ tuyệt vời.

## Diễn biến thương mại
Ca khúc nhận được hơn 500.000 lượt tải kĩ thuật số và 17,7 triệu lượt stream trên toàn cầu trong tuần đầu phát hành. Nó thiết lập kỉ lục mới cho ca khúc được stream nhiều nhất trong tuần đầu ở vương quốc Anh, với 2,03 triệu lượt stream. "Drag Me Down" cũng phá kỉ lục cho ca khúc được stream nhiều nhất trong một ngày trên Spotify, thu về 4,75 triệu lượt stream trên toàn thế giới.
Tại Hoa Kỳ, "Drag Me Down" ra mắt ở vị trí thứ ba trên bảng xếp hạng US Billboard Hot 100, vị trí ra mắt cao thứ hai của năm, với 349.000 bản tải xuống trong tuần đầu, trở thành đĩa đơn quán quân thứ ba của nhóm trên bảng xếp hạng Digital Songs và ca khúc có doanh số tuần đầu cao nhất của nhóm. Tuy nhiên, trong tuần thứ hai, ca khúc rơi xuống vị trí thứ 26 trên Hot 100.
Ngày 7 tháng 8 năm 2015, ca khúc ra mắt ở vị trí quán quân tại vương quốc Anh và Ireland, trở thành đĩa đơn quán quân thứ tư của One Direction tại Anh và thứ năm tại Ireland. Nó cũng ra mắt ở vị trí số 1 trên bảng xếp hạng của New Zealand, nơi mà ca khúc đã trở thành đĩa đơn quán quân thứ tư, cũng như tại Úc và Pháp, trở thành đĩa đơn quán quân đầu tiên của nhóm nhạc tại hai quốc gia này.

## Video âm nhạc
Được đạo diễn bởi Ben và Gabe Turner, video được ghi hình tại Houston, Texas vào ngày 7 tháng 8 năm 2015 và ra mắt ngày 21 tháng 8. Video có bối cảnh là các chàng trai xuất hiện ở trạm vũ trụ Johnson của NASA. Video bao gồm hình ảnh Harry Styles huấn luyện cùng một người máy, Louis Tomlinson lái một chiếc phi thuyền lên thẳng, và Niall cùng với Liam hát và đi bộ quang trạm trong lúc được mặc đồ bảo hộ. Video kết thúc với cảnh tất cả các chàng trai trong trang phục bảo hộ để lên một con tàu vũ trụ tiến ra ngoài không gian.
Ngày 28 tháng 8, Vevo thông báo video đã phá kỉ lục ở hạng mục video có nhiều lượt thích nhất trong 24 giờ, với ít nhất 1 triệu lượt.

## Biểu diễn trực tiếp
Nhóm nhạc biểu diễn bài hát lần đầu tiên tại sân vận động Lucas Oil Stadium ở Indianapolis, Indiana trước 67.000 khán giả vào ngày 31 tháng 7 năm 2015 trong chuyến lưu diễn On the Road Again Tour, và ngay sau đó đưa ca khúc vào danh sách diễn. One Direction lần đầu tiên biểu diễn ca khúc trên sóng truyền hình vào ngày 4 tháng 8 năm 2015 trong chương trình Good Morning America.

## Xếp hạng

### Xếp hạng tuần
| Bảng xếp hạng (2015)                      | Vị trí cao nhất |
| ----------------------------------------- | --------------- |
| Úc (ARIA)                                 | 1               |
| Áo (Ö3 Austria Top 40)                    | 1               |
| Bỉ (Ultratop 50 Flanders)                 | 5               |
| Bỉ (Ultratop 50 Wallonia)                 | 4               |
| Bulgaria (IFPI)                           | 24              |
| Canada (Canadian Hot 100)                 | 4               |
| Cộng hòa Séc (Rádio Top 100)              | 59              |
| Cộng hòa Séc (Singles Digitál Top 100)    | 1               |
| Đan Mạch (Tracklisten)                    | 5               |
| Dominican Republic Anglo (Monitor Latino) | 10              |
| Châu Âu Digital Song Sales (Billboard)    | 1               |
| Phần Lan (Suomen virallinen lista)        | 3               |
| Pháp (SNEP)                               | 1               |
| Đức (GfK)                                 | 10              |
| Greece Digital Songs (Billboard)          | 1               |
| Hungary (Single Top 40)                   | 1               |
| Ireland (IRMA)                            | 1               |
| Ý (FIMI)                                  | 4               |
| Nhật Bản (Japan Hot 100)                  | 22              |
| Lebanon (The Official Lebanese Top 20)    | 5               |
| Luxembourg Digital Song Sales (Billboard) | 3               |
| Mexico Anglo Chart (Monitor Latino)       | 17              |
| Hà Lan (Dutch Top 40)                     | 15              |
| Hà Lan (Single Top 100)                   | 5               |
| New Zealand (Recorded Music NZ)           | 1               |
| Na Uy (VG-lista)                          | 20              |
| Bồ Đào Nha Digital Song Sales (Billboard) | 1               |
| Scotland (OCC)                            | 1               |
| Slovakia (Rádio Top 100)                  | 52              |
| Slovakia (Singles Digitál Top 100)        | 1               |
| South Africa (EMA)                        | 3               |
| Tây Ban Nha (PROMUSICAE)                  | 2               |
| Thụy Điển (Sverigetopplistan)             | 6               |
| Thụy Sĩ (Schweizer Hitparade)             | 2               |
| Anh Quốc (OCC)                            | 1               |
| Hoa Kỳ Billboard Hot 100                  | 3               |
| Hoa Kỳ Adult Pop Airplay (Billboard)      | 31              |
| Hoa Kỳ Pop Airplay (Billboard)            | 12              |
| Venezuela Pop General (Record Report)     | 28              |
| Venezuela Rock General (Record Report)    | 13              |
| Venezuela Top 200 (Record Report)         | 118             |
| Venezuela Top Anglo (Record Report)       | 11              |

## Chứng nhận
| Quốc gia | Chứng nhận | Số đơn vị/doanh số chứng nhận |
| --- | ---------- | ----------------------------- |
| Úc (ARIA) | Bạch kim   | 70.000^                       |
| Canada (Music Canada) | Vàng       | 40.000^                       |
| Ý (FIMI) | Vàng       | 25.000‡                       |
| New Zealand (RMNZ) | Vàng       | 0*                            |
| Anh Quốc (BPI) | Bạc        | 200.000‡                      |
| * Chứng nhận dựa theo doanh số tiêu thụ. ^ Chứng nhận dựa theo doanh số nhập hàng. ‡ Chứng nhận dựa theo doanh số tiêu thụ và phát trực tuyến. |            |                               |